# Luigi Arisio
Luigi Arisio (ur. 25 marca 1926 w Turynie, zm. 29 września 2020 tamże) – włoski polityk, parlamentarzysta.

## Działalność polityczna
Był politykiem Włoskiej Partii Republikańskiej i w okresie od 1983 do 1987 zasiadał w  Izbie Deputowanych IX kadencji.